# 宮後村
23°33′34.1″N 120°20′58.3″E / 23.559472°N 120.349528°E
宮後村是中華民國嘉義縣新港鄉轄下的行政區，面積約0.73平方公里，戶政計24鄰、人口共1826人。

## 地理
宮後村位於新港鄉中央地帶，村內約三分之二是農地。東臨大潭村，南靠宮前村，西接大興村，北面古民村。經縣道157號往東北方向可達溪口鄉。

## 聚落歷史
宮後村有數個舊地名，如：現今的大興路與宮後街之間、東興廟的東方，因昔日建有四間連棟店鋪，故稱「四崁仔」；新港市街的東北方稱「後角仔」；舊時多林投樹，又名「林投巷」；頂園仔（後壁園仔）是新港市街東北方的菜園；新港街北方的頂頭位置稱「北頭仔」，約在現今的水利工作站與中正路115巷之間。

## 教育
國立新港藝術高級中學於2006年（民國95年）8月1日正式成立。在2008年新校舍落成啟用前，暫借國立嘉義大學林森校區作為臨時校區。王延煌先生為第一任校長，廖連喜先生為第二、三任校長。

## 文化資源
- 新港東興廟，主祀池府千歲，地址：嘉義縣新港鄉宮後村大興路71號。1977年（民國66年）興建，原廟址位在新港奉天宮後方，後因新港都市計畫施行市街拓寬，被迫重建於現址，1997年8月15日舉行入火安座大典。每年農曆六月十八日舉辦祭祀活動。[4]
- 慈芳壇，位於奉天路上，新港著名的收驚場所，也提供開光、酬神、擇日、命名等服務。

## 其他特色
宮後村內奉天路、新中路一帶為傳統市場，交易熱絡。